# Project 2025

Logo

Project 2025 (in italiano progetto 2025) è un programma politico lanciato nel 2022 dalla Heritage Foundation, think tank di stampo conservatore, che mira a ridefinire i ruoli istituzionali dell'intero governo federale degli Stati Uniti d'America.
Project 2025 è stato proposto nel 2024 e attribuito ad una parte di ex collaboratori e personalità vicine o correlate a Donald Trump per la sua candidatura alle presidenziali, sebbene lui stesso abbia riferito di non voler avere molto a che fare con questo programma.

## Descrizione

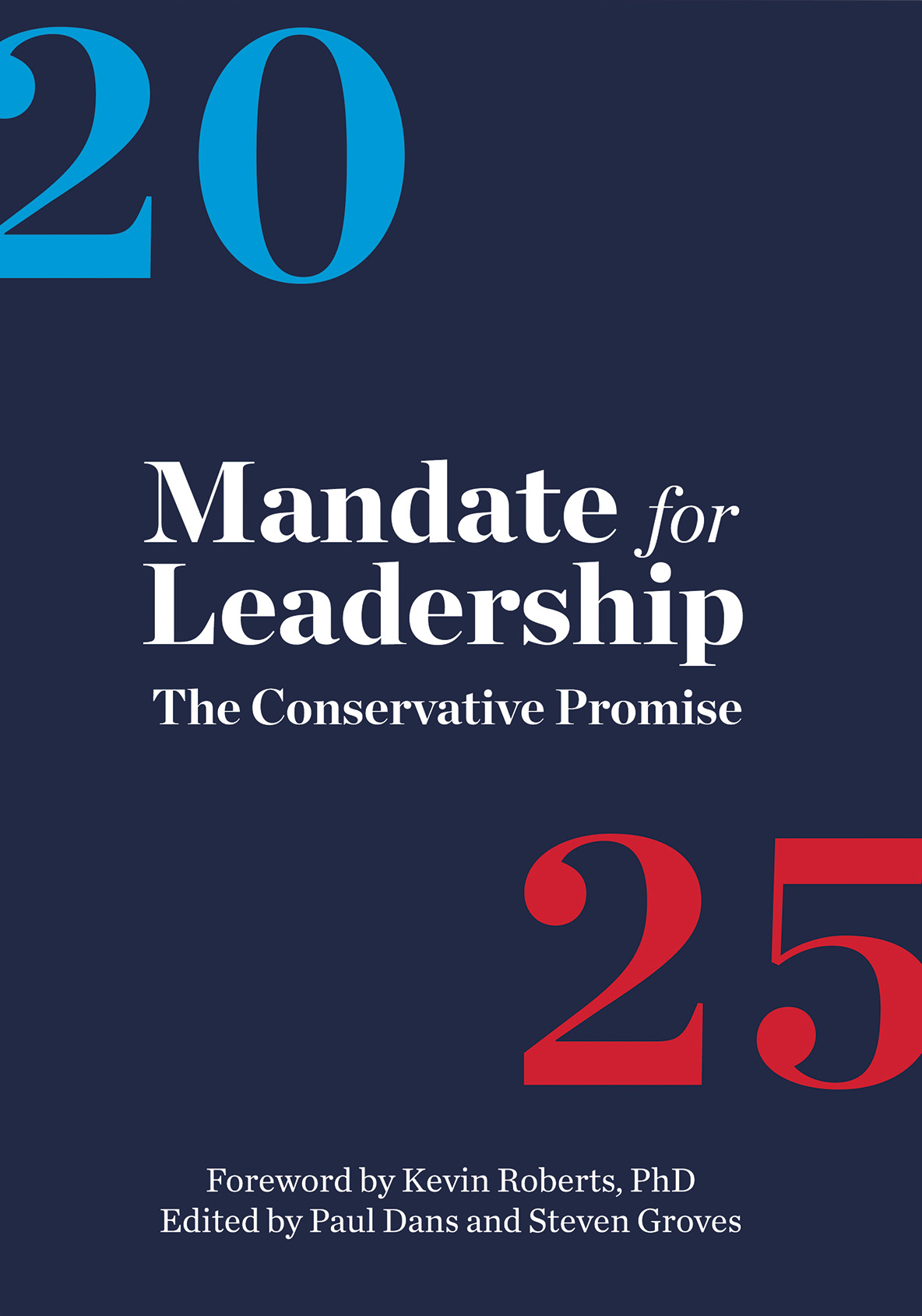
Frontespizio del principale documento di Project 2025, pubblicato nell'aprile 2023.

Lanciato nell'aprile 2022 come parte di un ampio lavoro portato avanti dalla fondazione Heritage nel corso degli anni, tale progetto mira a portare l'intero ramo esecutivo dello stato federale sotto il diretto controllo del presidente.

### Strumenti
Tale proposta si rifà alla "Unitary executive theory", un'interpretazione molto espansiva dei poteri del presidente (basata sulla Sezione 1 del secondo Articolo della Costituzione) che come dottrina ha cominciato a prendere piede dagli anni '80 anche nelle sentenze della Corte Suprema.
Più nel dettaglio il progetto propone di prendere il controllo di tutti i dipartimenti (cioè i "ministeri" del governo statunitense), dell'insieme delle agenzie per la sicurezza e di altri enti federali.

### Obiettivi
I temi da conseguire - cioè quelli giudicati importanti dai fautori del progetto - sono la forte limitazione dell'aborto e dei contraccettivi a livello federale, la netta diminuzione della sanità pubblica e del welfare in generale, la lotta all'immigrazione di massa e la deportazione dei clandestini, l'eliminazione dei programmi per la promozione e la difesa dei diritti LGBT+ e della diversità di genere in generale, la negazione dei cambiamenti climatici e l'eliminazione dei programmi federali per combatterlo, oltre a molto altro.

## Reazioni
Il programma politico è stato ampiamente criticato da molte parti per il suo carattere di accentramento autoritario del potere e per la sua pericolosa attuazione negli ambiti di applicazione. 
Effetti di questa polemica si sono percepiti anche durante l'audizione in Senato dell'ideatore del Progetto, Russell Vought (ai fini della ratifica della sua designazione a direttore dell'Ufficio per la gestione e il bilancio): il fatto che egli non si sia voluto impegnare all'utilizzo di tutti i fondi federali messi a disposizione dell'Esecutivo dalle leggi del Congresso è stato letto come conseguente al Progetto, così come coerente ad esso sarebbe l'ordine esecutivo del presidente Trump di sospendere l'erogazione delle sovvenzioni federali.